# بصريات طبيعية

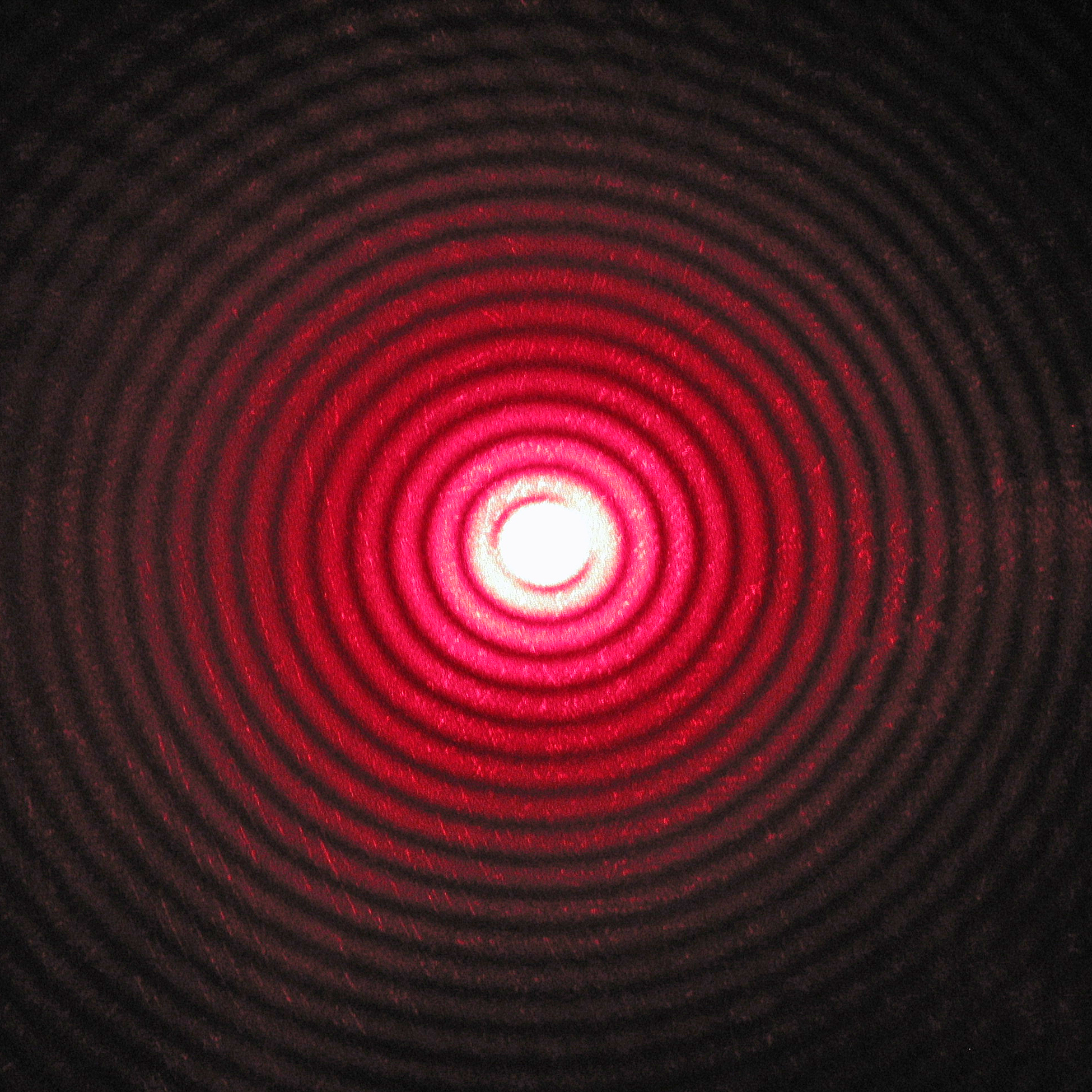

يُشير مصطلح البصريات الطبيعية في الفيزياء أو علم البصريات الفيزيائي إلى فرع البصريات الذي يختص بدراسة التداخل والحيود والاستقطاب، وغيرها من ظواهر تقارب الأشعة غير الموجودة في البصريات الهندسية. ولا يتضمن هذا الاستخدام بعض التأثيرات الأخرى مثل ضجيج الكم في الاتصالات البصرية، حيث يُدْرَس تحت فرع نظرية التماسك.

## تقريب البصريات الطبيعية
يُطلق مسمى البصريات الطبيعية أيضًا على أحد التقريبات المستخدمة بشكل شائع في علم البصريات والهندسة الكهربائية والفيزياء التطبيقية. وفي هذا السياق، يُشير المصطلح إلى منهج متوسط بين البصريات الهندسية، والتي تتجاهل تأثيرات الموجات والتأثير الكهرومغناطيسي التام للموجة، وهي نظرية أخرى محددة ومحكمة. وتشير كلمة «طبيعي» إلى أن هذا الفرع أكثر ماديةً من البصريات الهندسية أو بصريات الأشعة، كما أنه لا يعتبر نظرية طبيعية بالمعنى الدقيق.
يتكون هذا التقريب من استخدام بصريات الأشعة لتقدير المجال على سطحٍ ما، ثم مكاملة هذا المجال حول السطح لقياس المجال المُرسل أوالمجال المُشتت. وهذا يشبه التقريب الناتج، في أن كلاً منهما يتعامل مع تفاصيل المشكلة كأحد أشكال الاضطراب.
كما يُعد التقريب أحد الطرق النموذجية لقياس تأثيرات الحيود في علم البصريات. وفي المذياع، يُستخدم التقريب لتقدير بعض المؤثرات التي تشبه المؤثرات البصرية. فهو يحاكي العديد من تأثيرات التداخل والحيود والاستقطاب، ولكنه يختلف في اعتماد الحيود على الاستقطاب. ونظرًا لأنه تقريب عالي التردد، فإنه غالبًا ما يكون أكثر دقة في مجال البصريات من المذياع.
أما في مجال البصريات، يتكون التقريب عادة من دمج مجال الأشعة المقدر حول عدسة أو مرآة أو فتحة، وذلك حتى يُحْسَب المجال المُرسل أو المشتت.
أما في تشتت الرادار، فإن التقريب يشير إلى تعيين التيار الكهربائي الذي قد يوجد على مستوى مماس من مادة مماثلة، لأن التيار يكون عند كل نقطة في الجزء الأمامي، مثل الجزء المُضاء هندسيًا، من المشتت. كما يُعْتَبَر التيار الموجود على الأجزاء المظللة بأنه يساوي صفرًا. بعد ذلك يُحْصَل على مجال التقريب المُشتت باستخدام مكمل حول تلك التيارات التقريبية. ويُعتبر هذا مفيدًا للأجسام ذات الأشكال الملساء المحدبة الضخمة، وأيضًا للأسطح كثيرة الفقد (قليلة الانعكاس).
في الأغلب، يكون مجال بصريات الأشعة أو التيار الكهربائي غير دقيق بالقرب من الحواف أو حدود الظل، إلا إذا دُعِمَت بالحيود وحسابات الموجات الزاحفة.
غير أن نظرية البصريات الطبيعية بها بعض العيوب؛ وخصوصًا في تطور المجالات المشتتة. فعلى سبيل المثال، دائمًا ما تكون مجالات الحيود، التي تُقَيَّم طبقًا لنظرية البصريات الطبيعية، خاطئة وبعيدة عن اتجاه الانعكاس. وفي 2004م، قدَّم واي زي يوميل نظرية متطورة، تقوم على ثلاث بديهيات، وتؤدي إلى حلول دقيقة لمشاكل حيود الموجات من خلال التوصيل بمُشتتات. كما اقترح شيجو أيضًا وآخرون هذه الفكرة الفريدة على نحو مستقل.